# Горгонейон

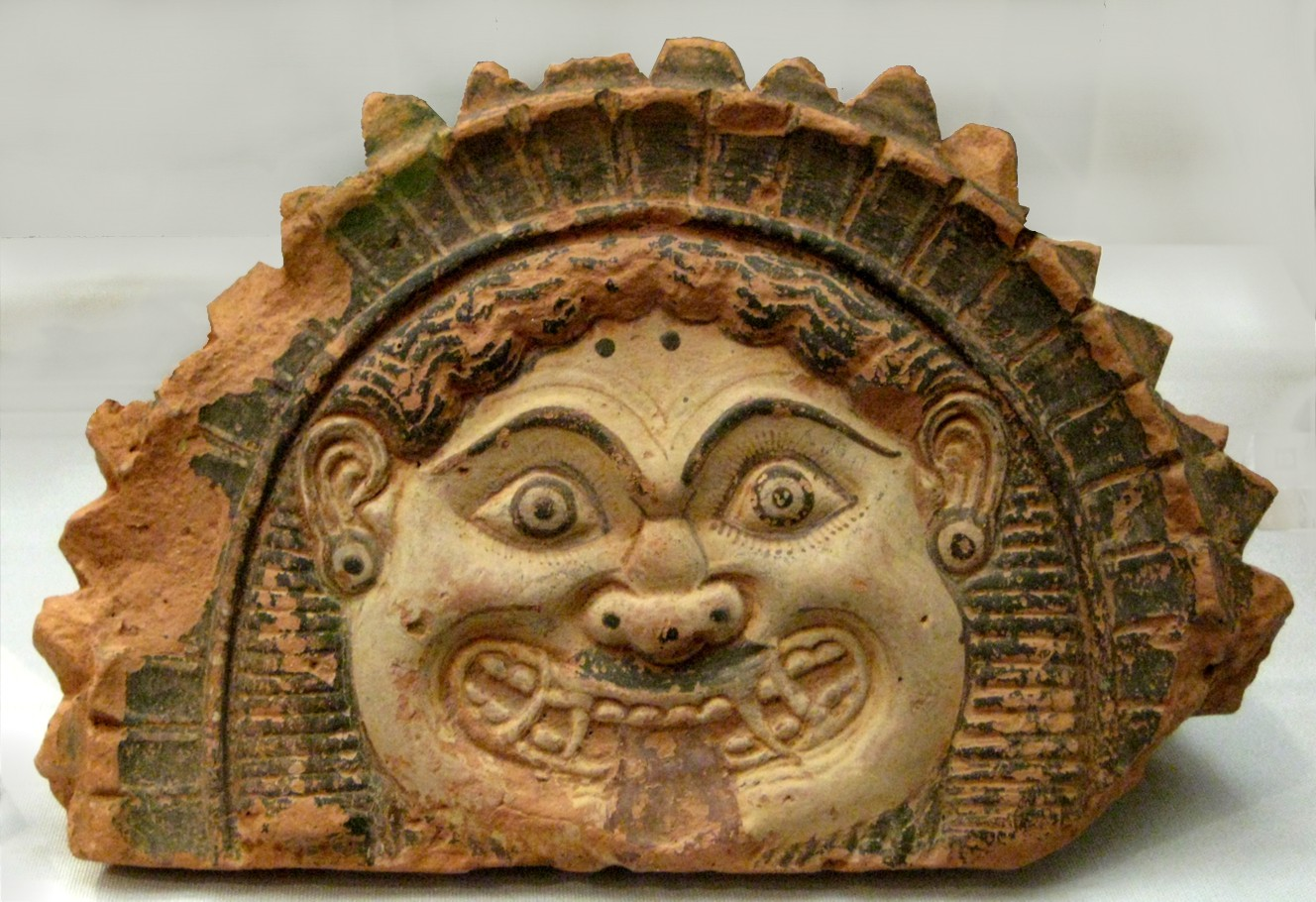
Керамічний антефікс з горгонейоном

Горгонейо́н (дав.-гр. Γοργόνειον, мн. ч. Γοργόνεια — «належний горгоні») — маска-талісман, оберіг з зображенням голови чи обличчя горгони Медузи, котрим в період античності декорували споруди, твори декоративно-ужиткового мистецтва (також зброю і монети) з метою відлякування негараздів.

## Міфологія

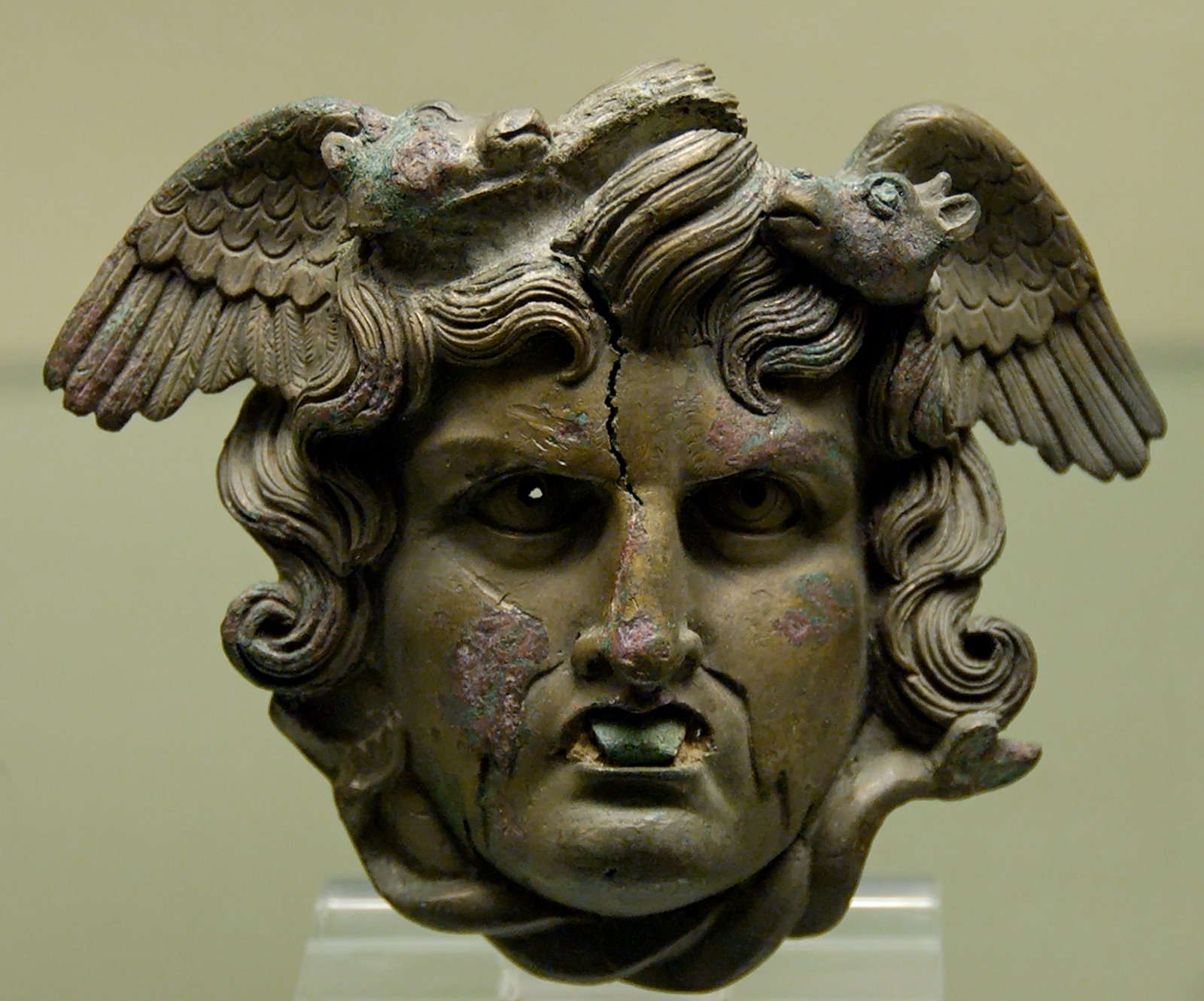
Горгона Медуза. Бронза, Британський музей

За версією Павсанія — горгона Медуза була дочкою Форка, царського роду. По смерти батька вона царювала над власним народом, що мешкав навколо озера Тритоніди, полювала разом з ними чи воювала з сусідами. В часи війни з вояками Персея її підступно вбили. Дивним чином збереглася краса її обличчя навіть після смерти. Персей, вражений цією красою, в найкращих традиціях вояків  відрубав голову Горгони і привіз її грекам.
За версією Аполлодора, викладеної в «Міфологічній бібліотеці», на заході жили три сестри горгони Евріала, Стено та Медуза. Смертною була лише Медуза. Герой і вояк Персей відрубав її голову зі зміями замість волосся і подарував богині Афіні. Та прикрасила головою Медузи власну егіду, бо голова мала значну магічну властивість : вороги перетворювались на камінь, якщо дивились на обличчя горгони Медузи. Так її голова стала ще одним атрибутом шанованої грецької богині.
Ставлення до змій було подвійним — їх боялися, водночас вони атрибут шанованої Афіни, богині розсудливості і мудрості. В добу архаїки боязке ставлення до змій переносили на і Медузу, яка тоді сприймалася чудовиськом. Пам'ять про магічні властивості голови зі зміями замість волосся і сприяла перенесенню образу горгони Медузи на споруди, на посуд, на зброю.

## Формування візуального образу

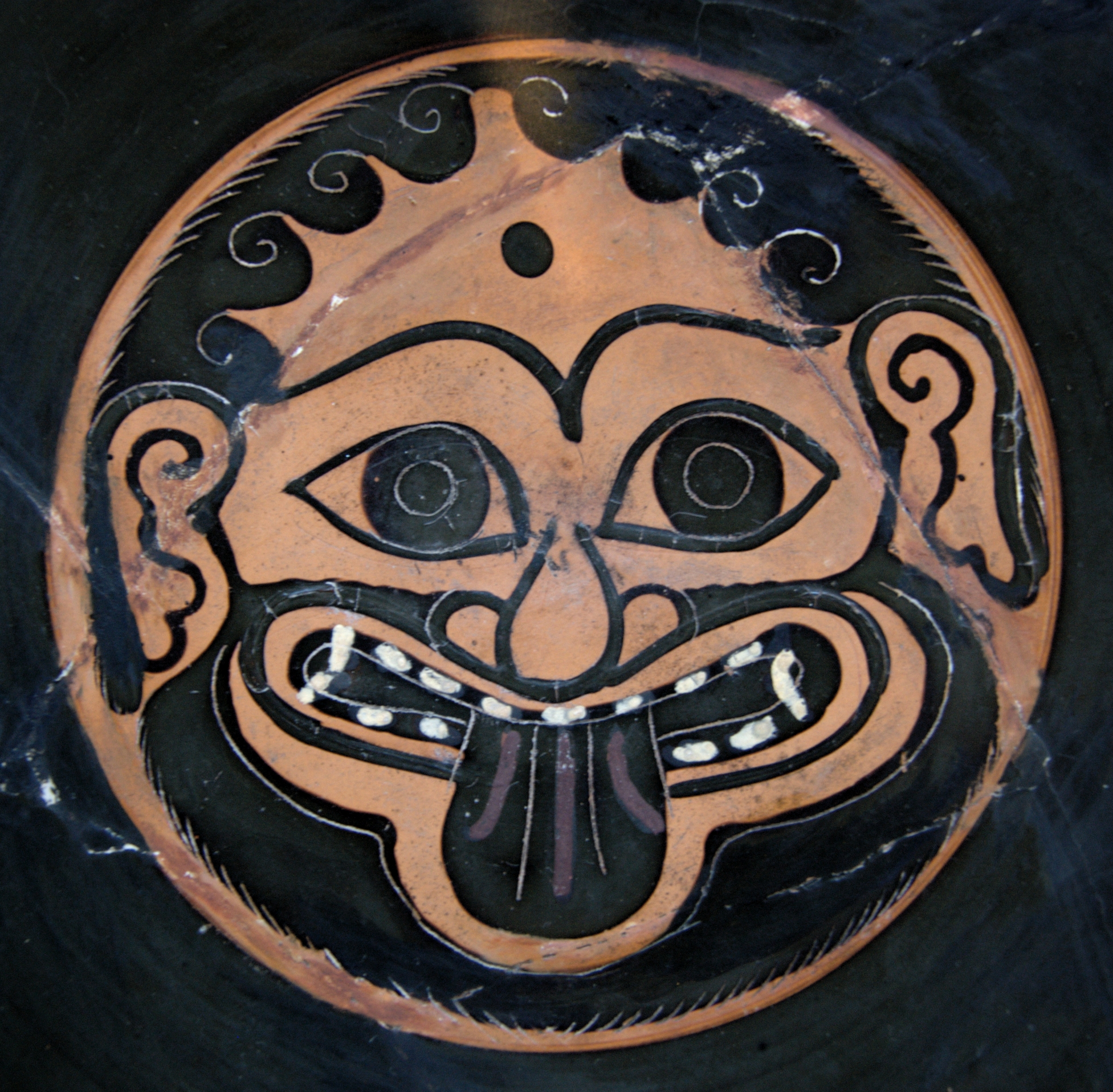
Червонофігурний кілікс із зображенням Медузи, близько 520 р. до н. е., Національна бібліотека Франції, Париж

Точної дати початку використання цього образу поки що не встановлено. Схоже жіноче обличчя, спотворене гримасою, знайшли в Кносі на острові Крит і датують 1500—1450 г. до н. е. Знали подібний образ і фініційці, сусіди греків. Зазвичай горгонейони доби архаїки — симетричне зображення жіночого обличчя c виряченими очима, широким пласким носом. Рот горгони відкритий, добре видно страшні зуби і висунутий язик. Замість волосся — змії. Найдавніші горгонейони в мистецтві Стародавньої Греції знайдені на розкопках в Тиринфі, їх датують 700 роком до н. е. З часом горгонейони частіше з'являються на протокоринфських та інших артефактах. Одне з ранніх зображень голови горгони знайдено на глиняній метопі храму Аполлона в Термосі (бл. 625 року до н. е.). В скульптурі вперше знайшли на педименті храму Афіни в Кекірі (бл. 590 року до н. е.)

## Скіфські кургани

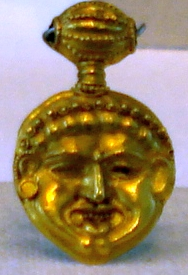

З доби архаїки посуд і культові речі, упряж для коней, обладунки вояків прикрашають горгонейонами. Частка речей з зображеннями горгони Медузи різного щаблю довершеності приходить в Північне і Східне Причорномор'я з Іонії, Аттики та інших мистецьких центрів Стародавньої Греції. Розпочалося масове виготовлення золотих бляшок і фаларів з зображенням горгонейонів і в місцевих ювелірних майстернях Пантікапея. Частка цієї ювелірної продукції призначалася тільки для номадів чи скіфів.
В розкопаних скіфських курганах знайдена велика кількість бронзових і визолочених речей з горгонейонами (II и IV Семибратні кургани, датовані 5 століттям до н. е., в курганах навколо Німфея. За висновками, ці вироби привезені з Аттики). Курган Куль-Оба подарував науковцям золоту фіалу, а станиця Єлизаветинська — бронзовий обладунок-нагрудник з зображенням горгони Медузи рідкісного зразка. На пошкодженому обладунку добре збереглося обличчя горгони, що орієнтоване ще на архаїчні зразки. Обличчя симетричне, з розкритого рота стирчать зуби і язик, вуха прикрашені сережками з пірамідальними підвісками. Шия прикрашена масивним намистом, несподіваним на обладунку вояка. Волосся на голові укладене в хвилясту зачіску, з якої загрозливо піднялися чотири пари бородатих змій, добре відомих за розписами на давньогрецьких керамічних вазах. Медуза водночас красива і страхітлива, а її образ не зустрічається на інших іконографічних типах. Рельєфне зображення горгони Медузи дійшло до нашого часу з пошкодженнями (пропав низ нагрудника, частка правого ока Горгони, частина зачіски ліворуч і верх обладунка з рослинним орнаментом). Але горгонейон відносять до шедеврів давньогрецького мистецтва, створеного в столичній, а не провінційній майстерні.

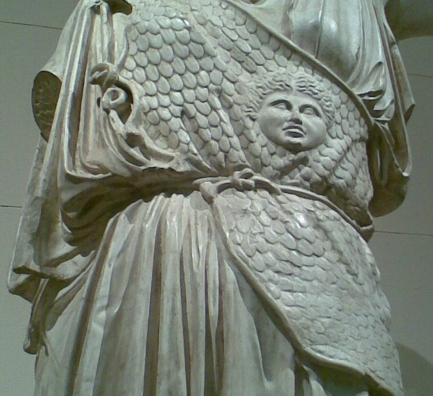
Скульптура Афіни Лемнії. Дрезден.
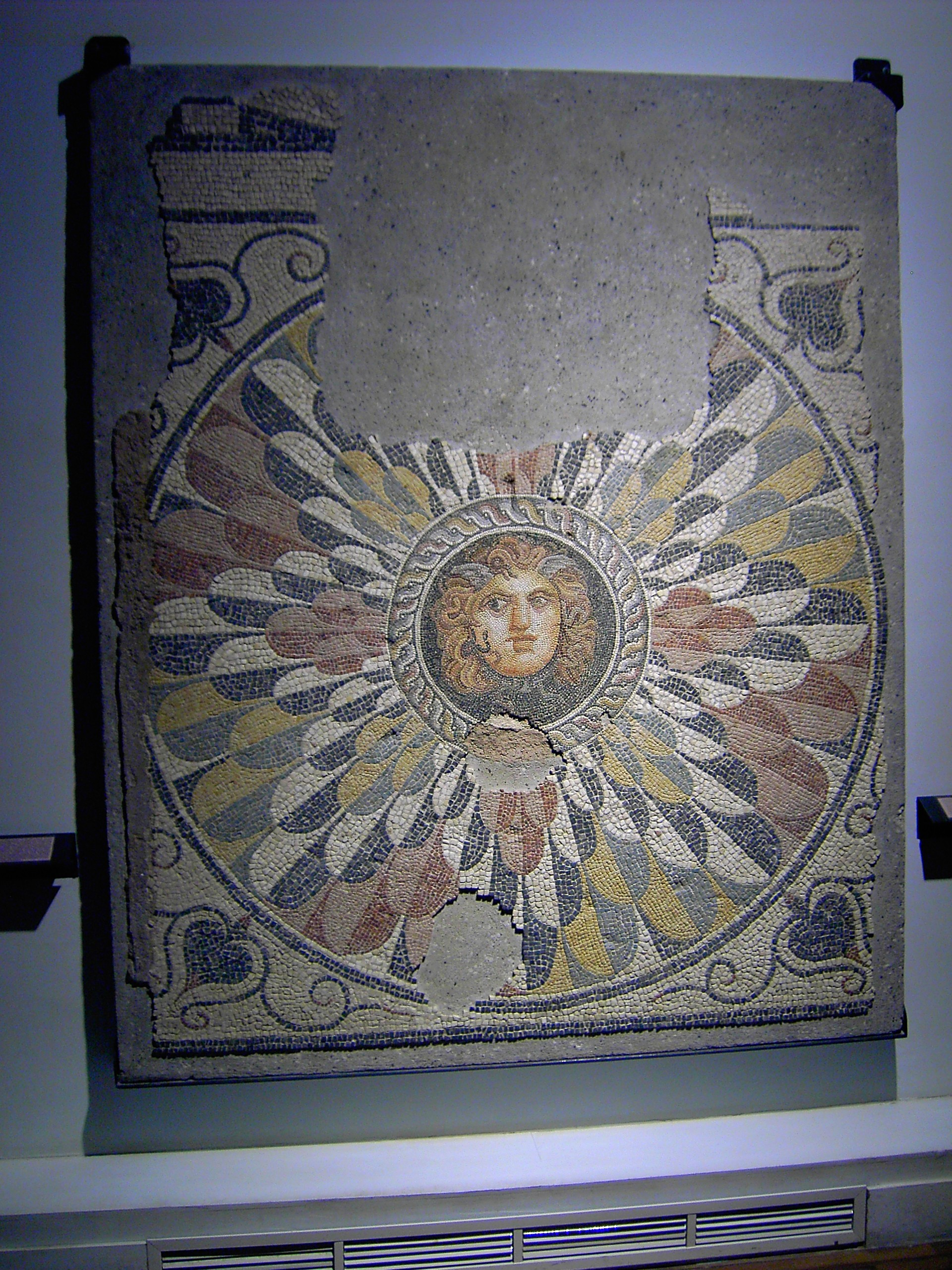
Мозаїка з горгонейоном, театр Діани, Александрія Єгипетська.
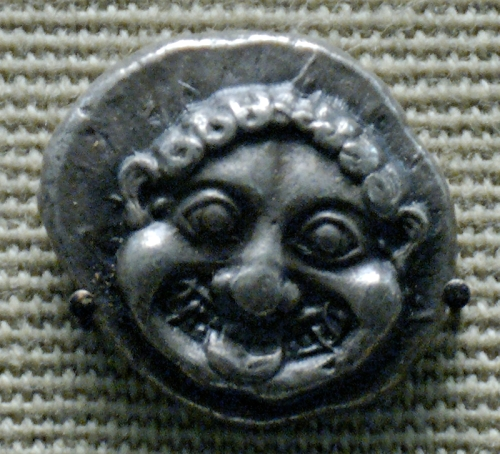
Афінська срібна дидрахма, 520 до н. е., Британський музей.
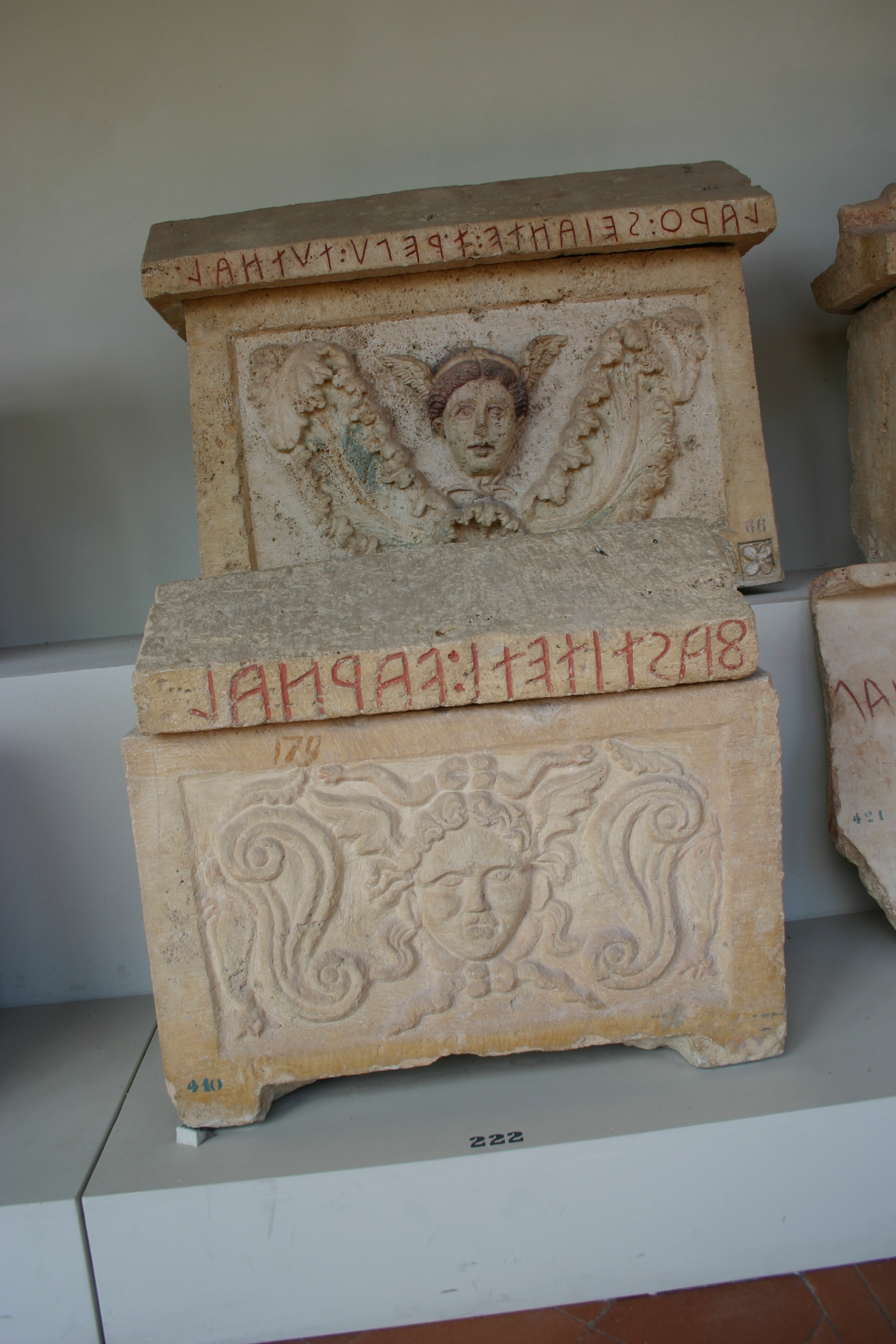
Поховальні урни етрусків, Перуджа, Італія.

## Стародавній Рим
Зображення горгонейонів наслідувала і культура Стародавнього Риму. Їх можна зустріти на мармурових саркофагах аристократів, на обладунках римських імператорів тощо. В Помпеях кільця вхідних дверей часто мали вигляд обличчя Медузи Горгони, вважалося, що вона жене геть від житла негаразди.

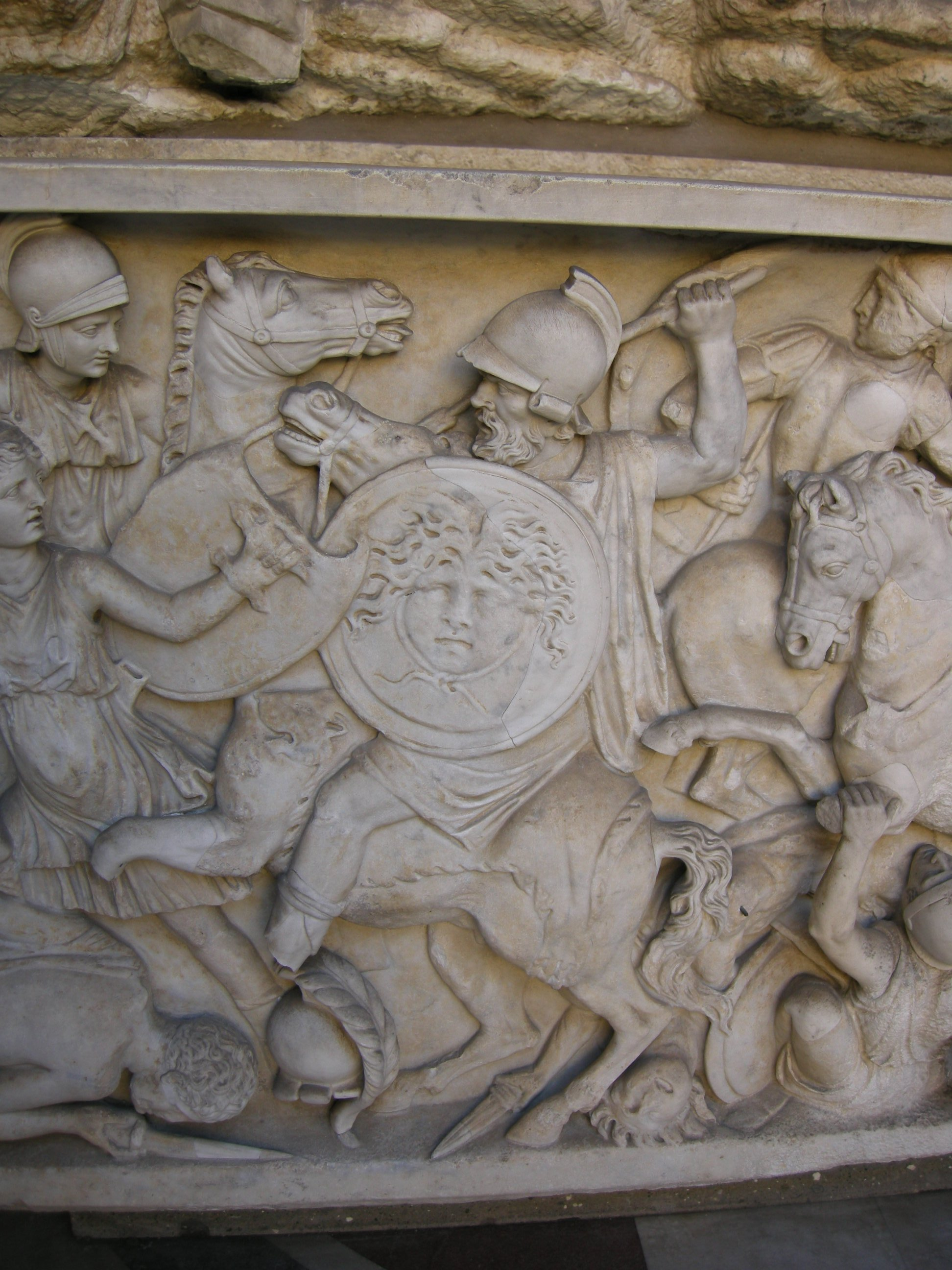
Амазономахія, бік римського саркофага. Музей Піо Клементіно, Ватикан

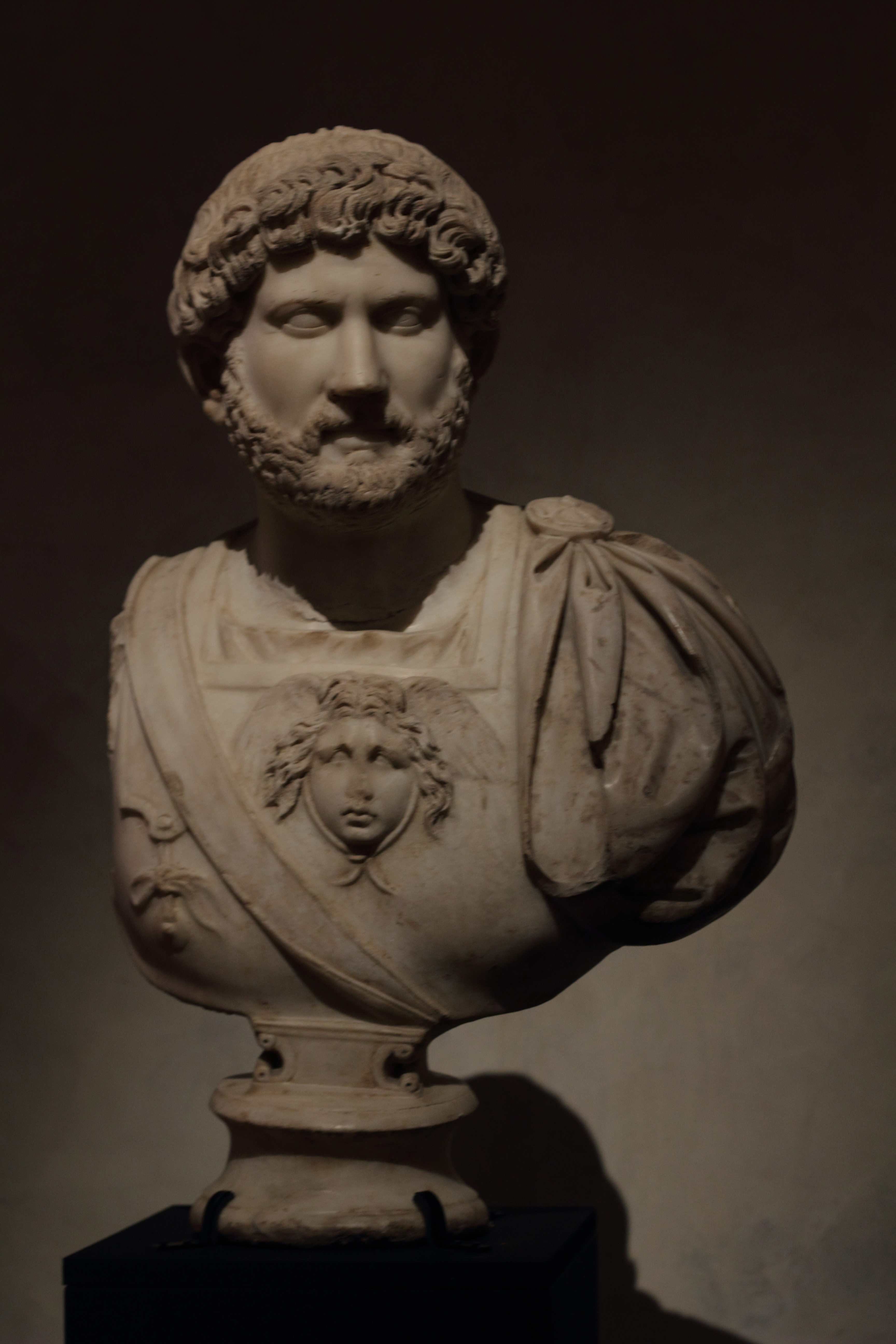
Погруддя імператора Адріана. Музей археології (Севілья)
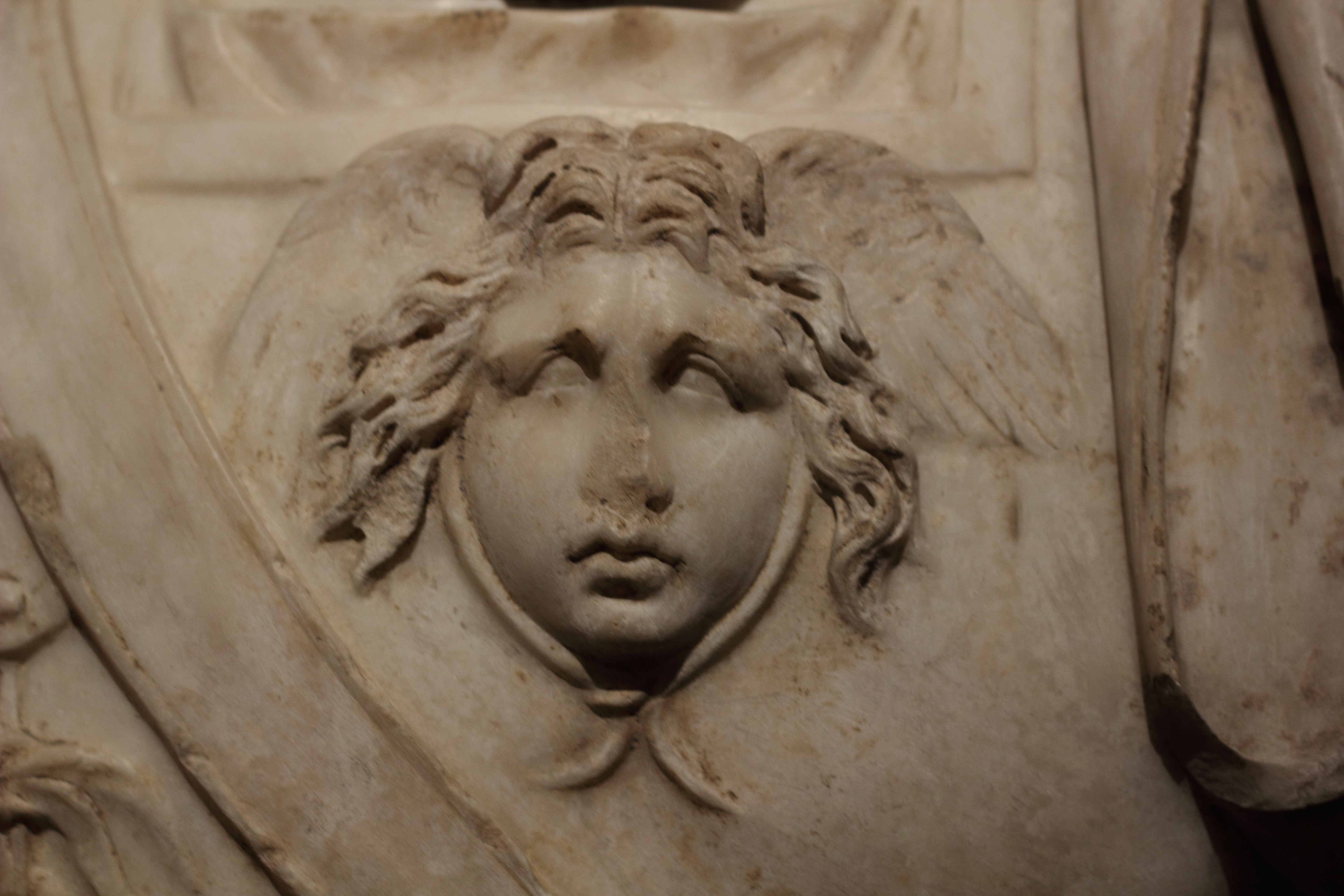
Горгонейон на обладунку Адріана.
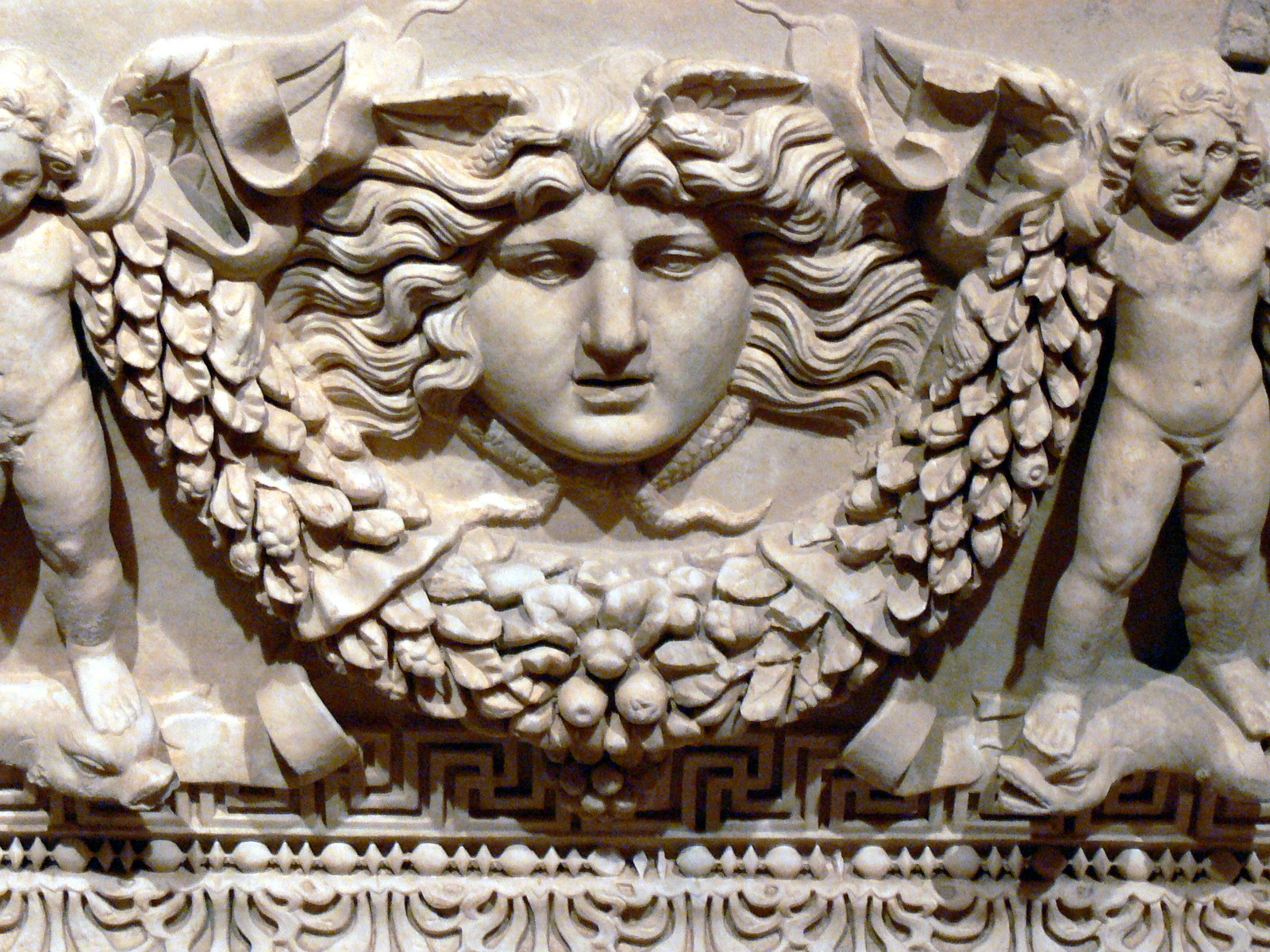
Римський саркофаг 2 ст. н.е. Археологічний музей (Анталія)
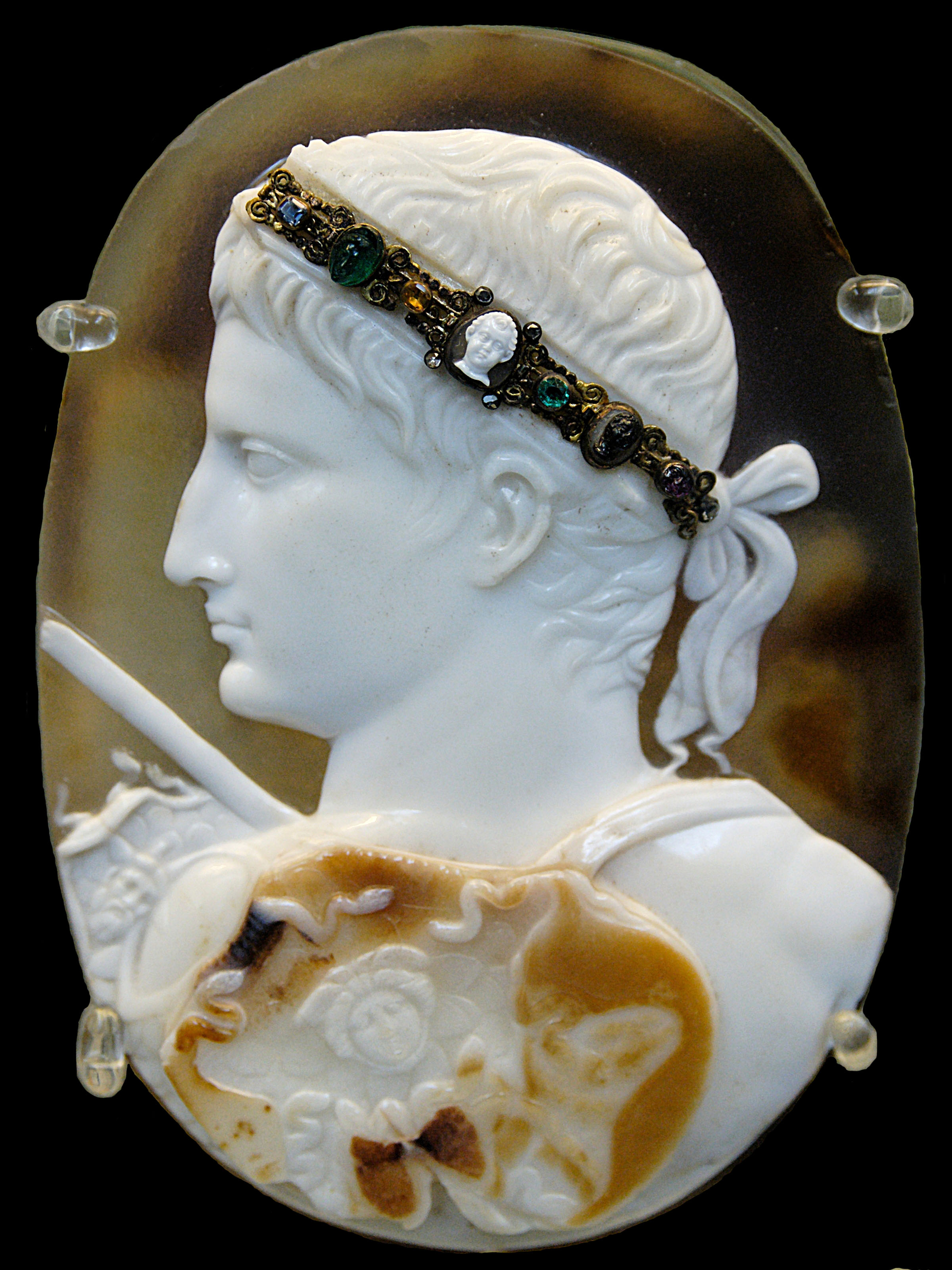
Октавіан Август. Римська камея, бл. 14-20 рю н.е., Британський музей.

## Мистецтво Європи

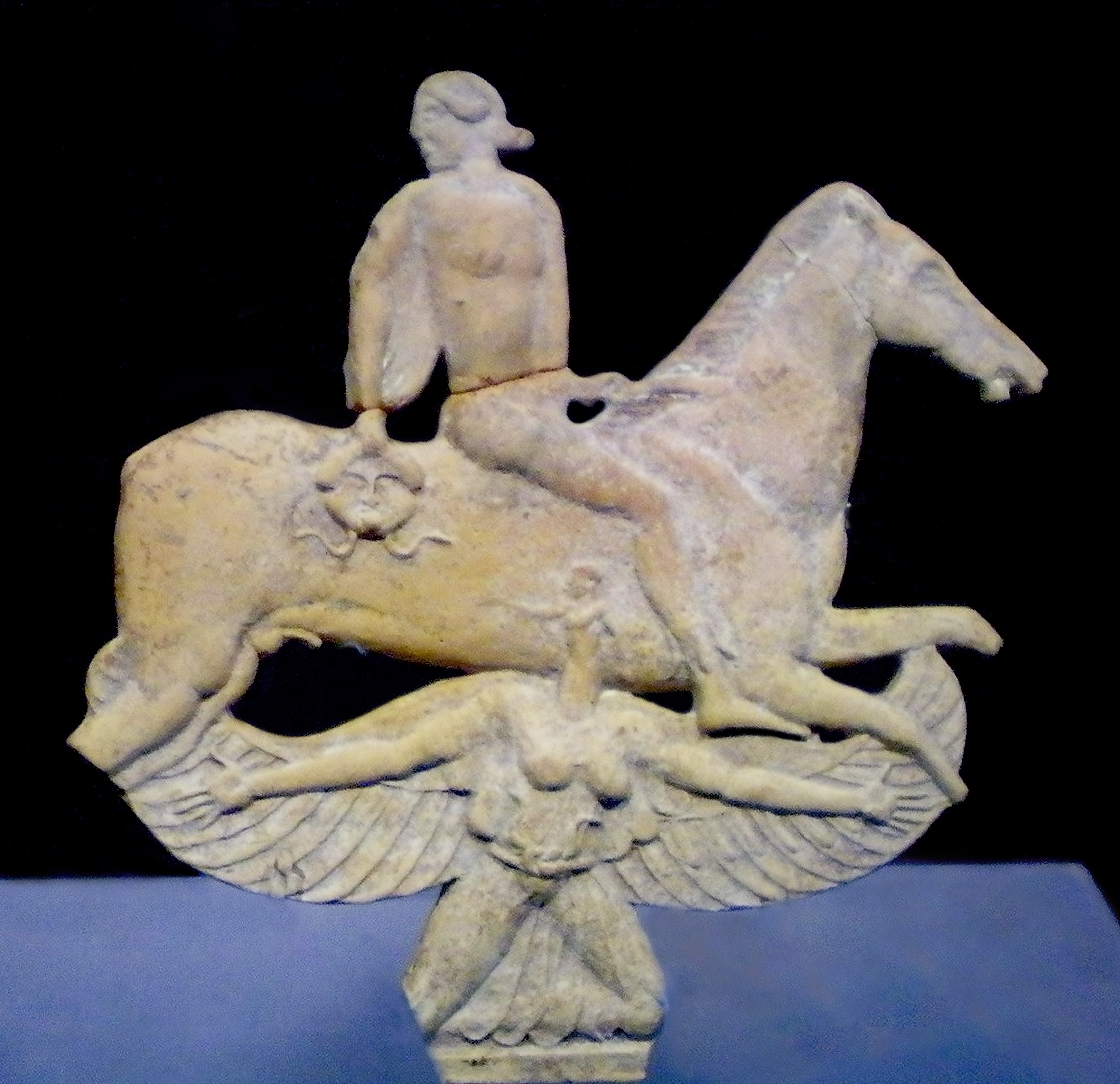
Персей з відтятою головою Медузи, крилата горгона, з шиї якої народжується Хрісаор. Теракота 480-х рр. до н. е. Британський музей.

Міф про горогону Медузу і героя Персея увійшов в культуру Європи з доби архаїки і поріднився з нею на декілька століть. Сюжет присутній в теракотових виробах і в чорнофігурному вазопису, в ювелірних виробах, на обладунках вояків (нагрудники, поножі) і в надгробках провінційних майстерень. Сюжети міфу підхопили художники 17 століття і митці (скульптори, декоратори, художники)19 го. Горгонейони втрачали магічну властивість відлякувати демонів зла і ставали звичним декоративним мотивом в різьбі, в ливарних виробах, в ліпленні.

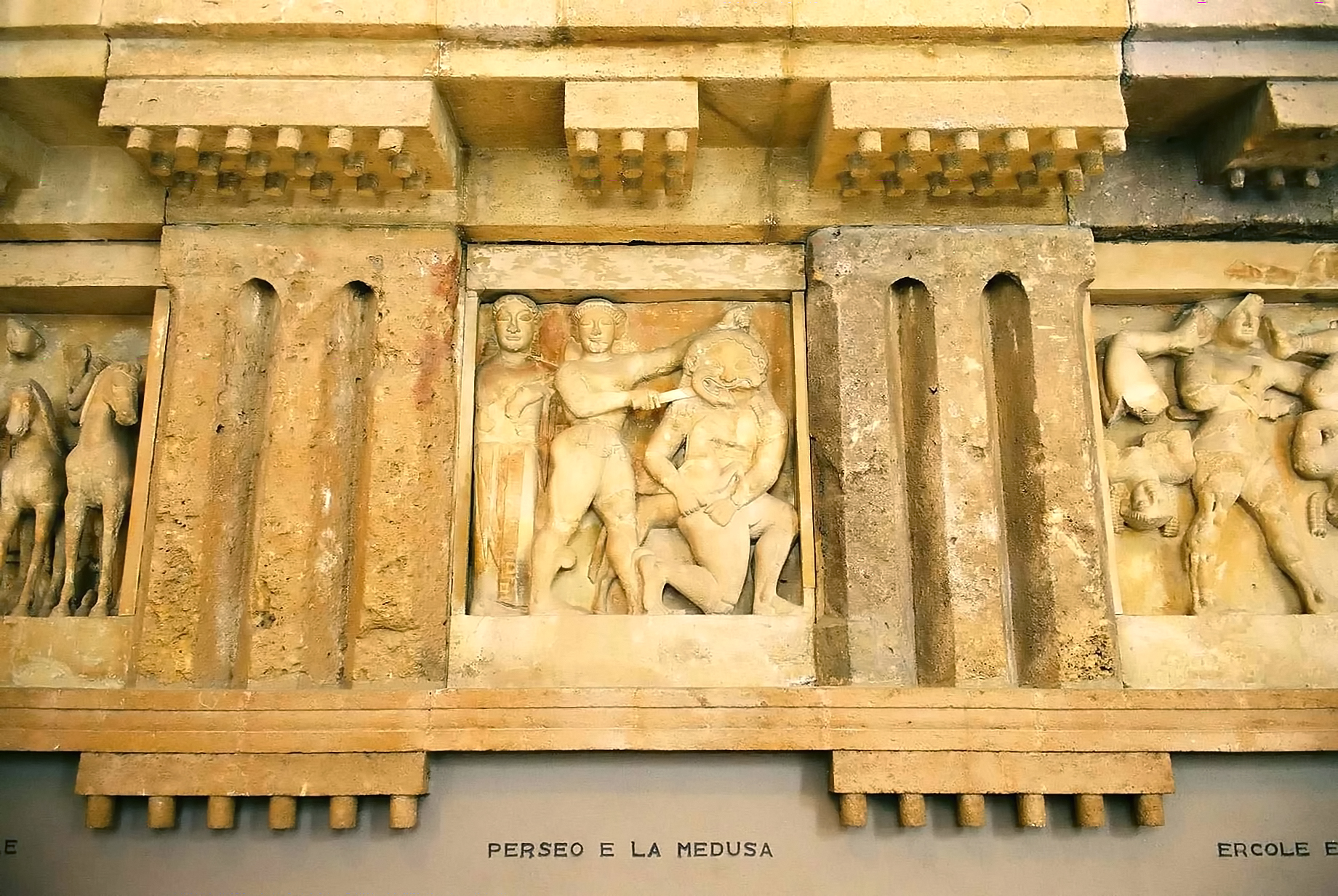
Метопа храму в Селінунті, Палермо.
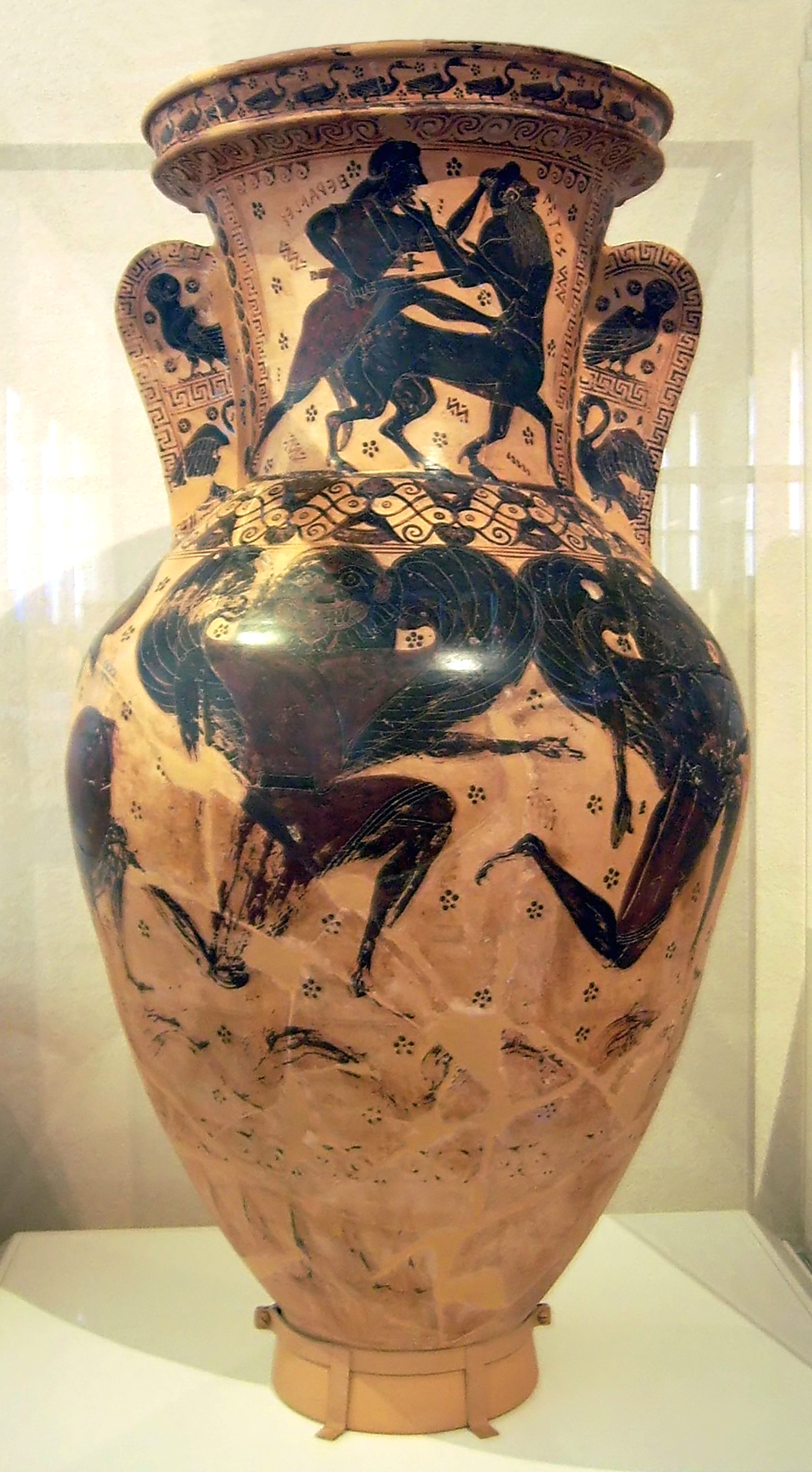
Іменна ваза Вазописця Несса із горгонами, Афіни
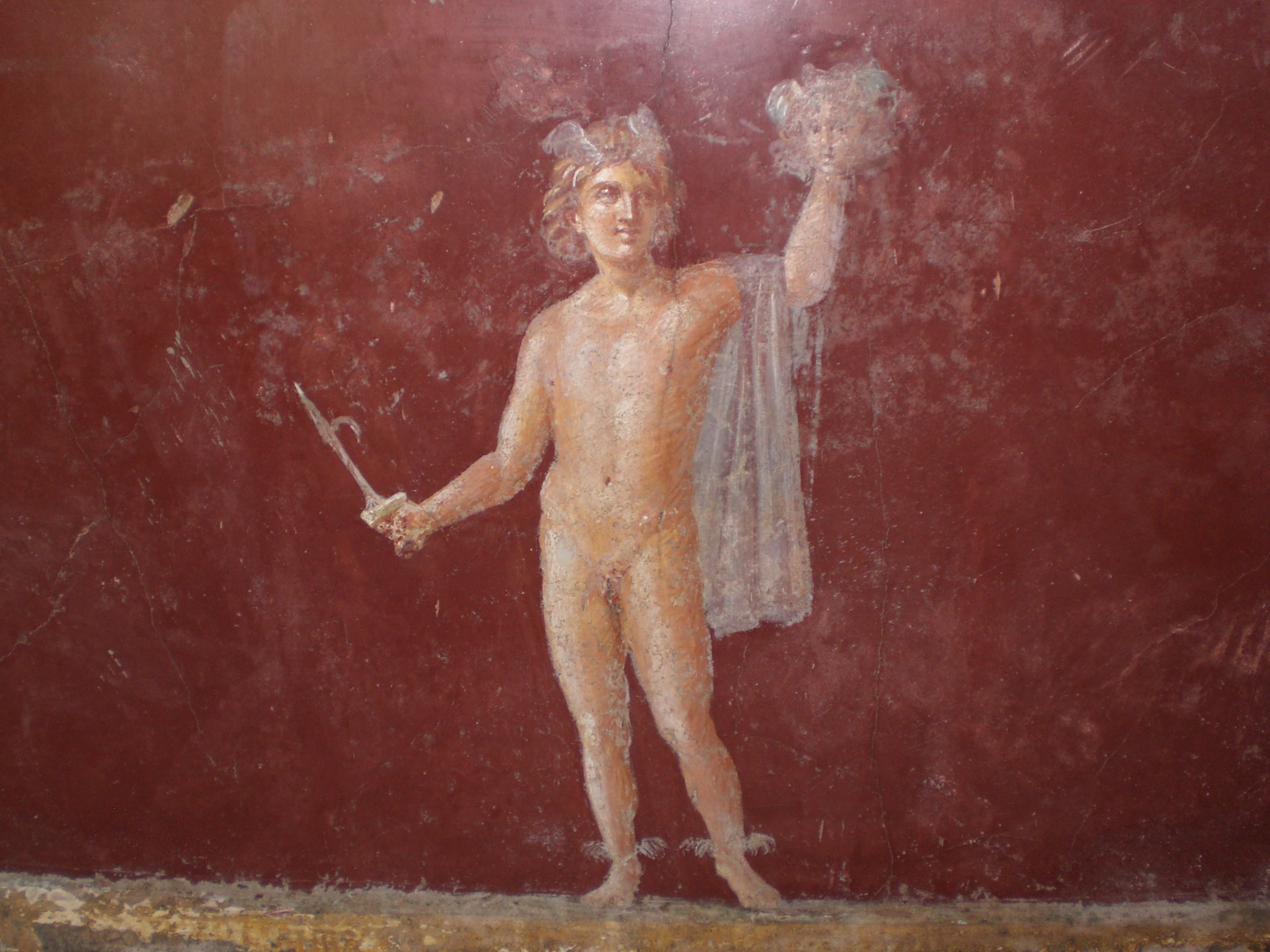
Фреска «Персей», римська вілла Сан-Марко, Стабії
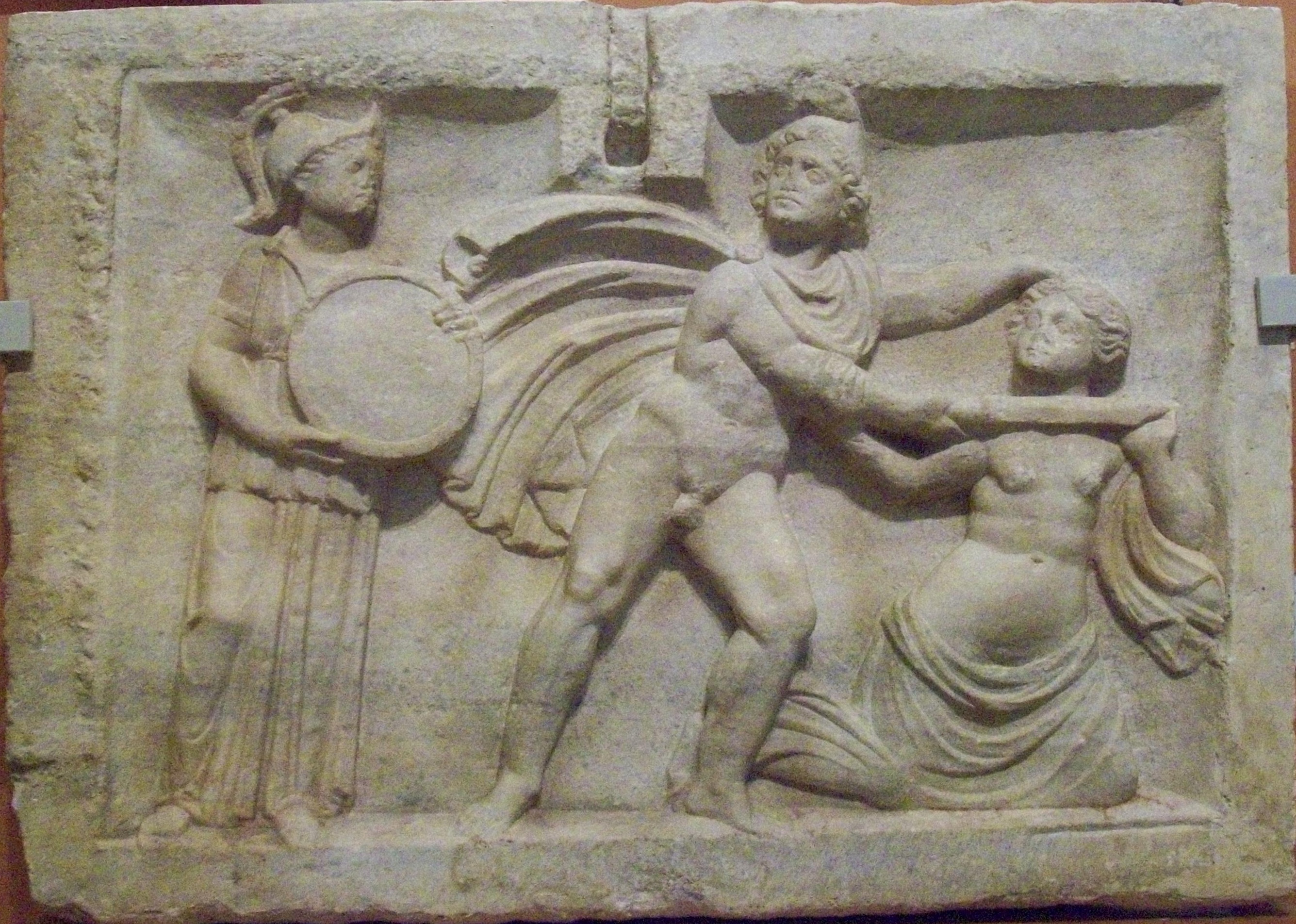
«Афіна, Персей і Медуза», рельєф провінційної майстерні
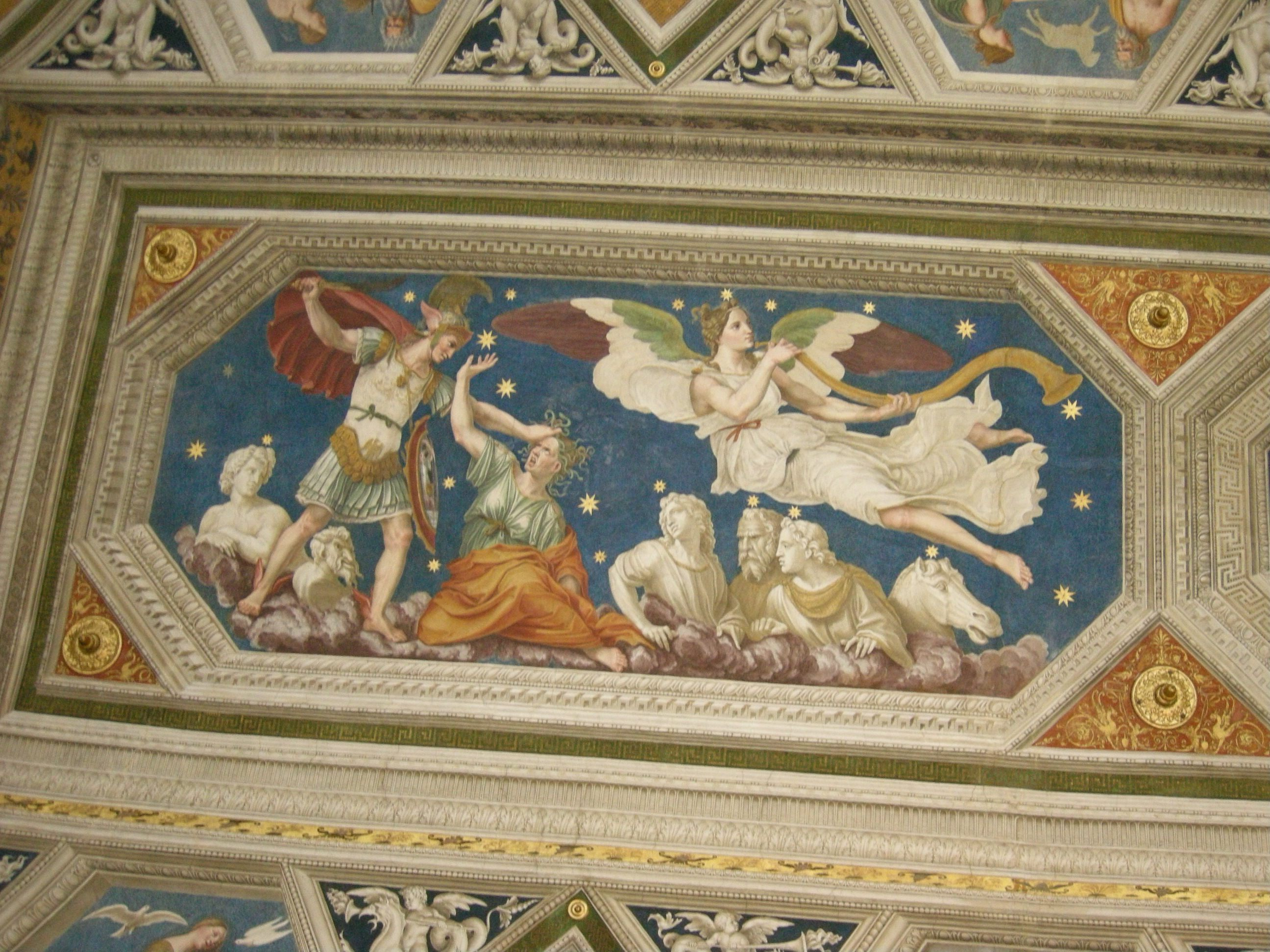
«Персей», плафон вілли Фарнезіна, Рим
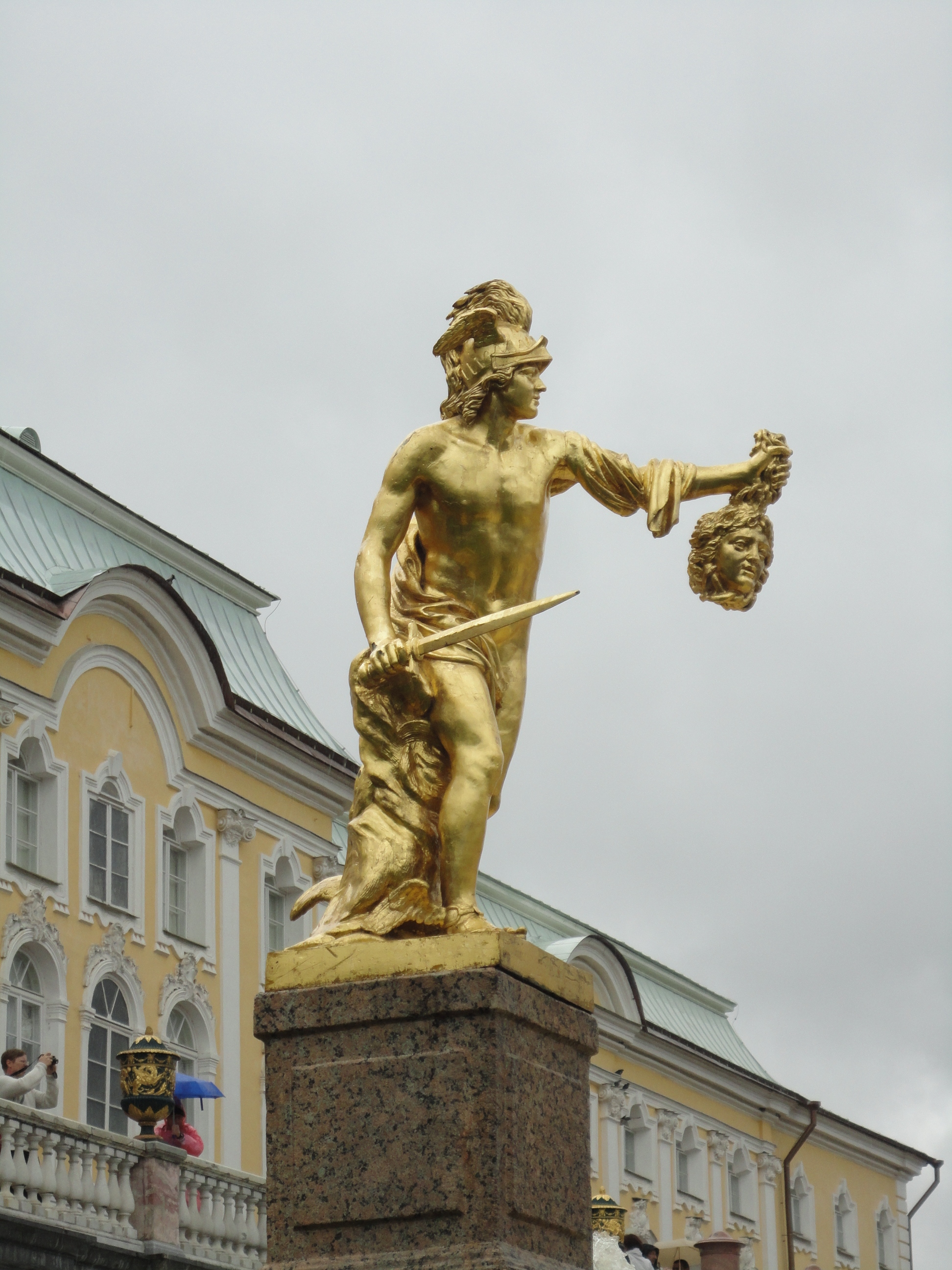
Петергоф. Персей з головою Медузи, Великий каскад, золочена скульптура.
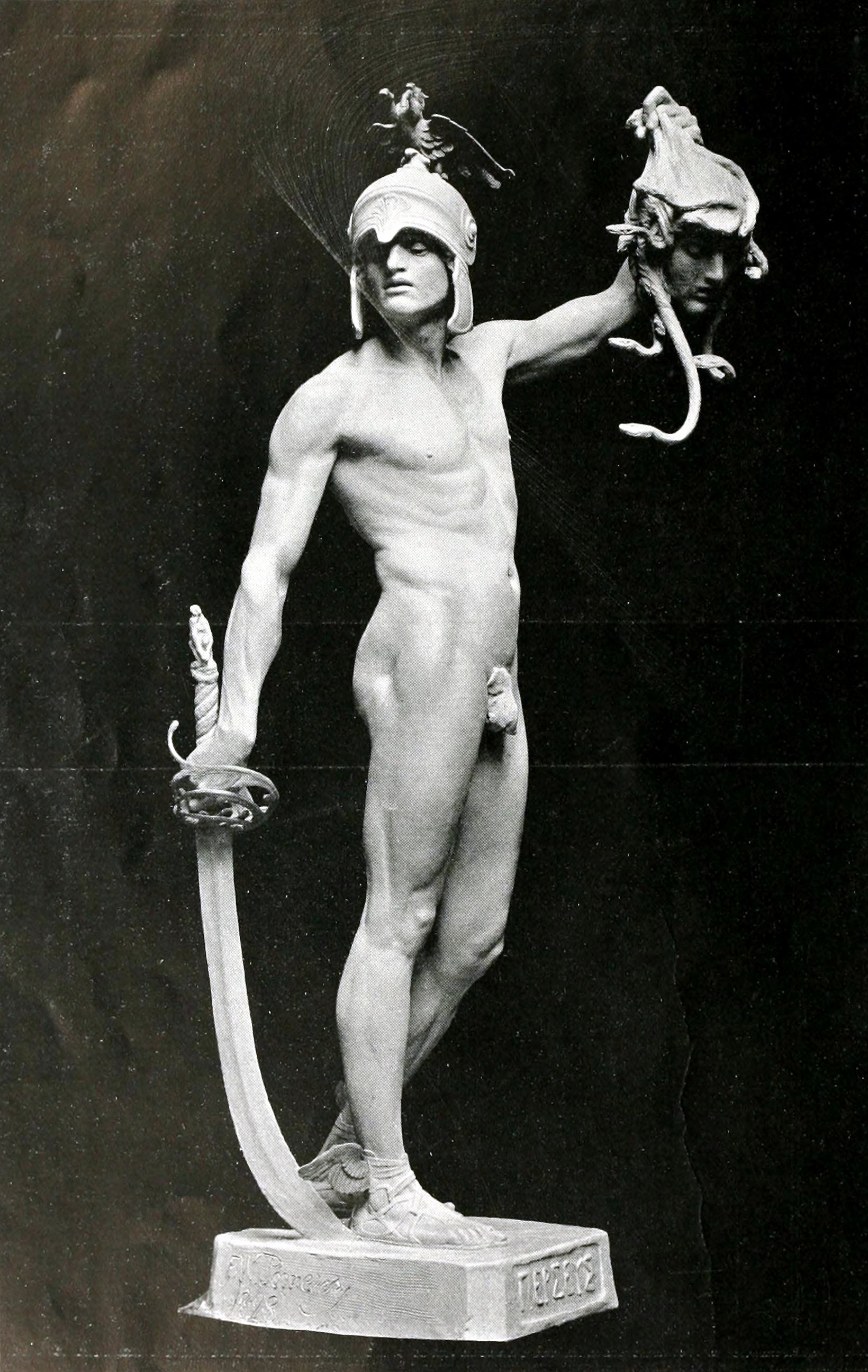
«Персей», в стилі академізм, Фредерік Померой
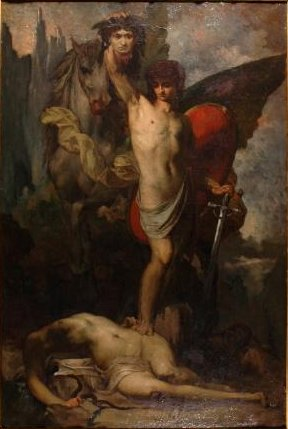
Ежен Тіріон, «Персей»
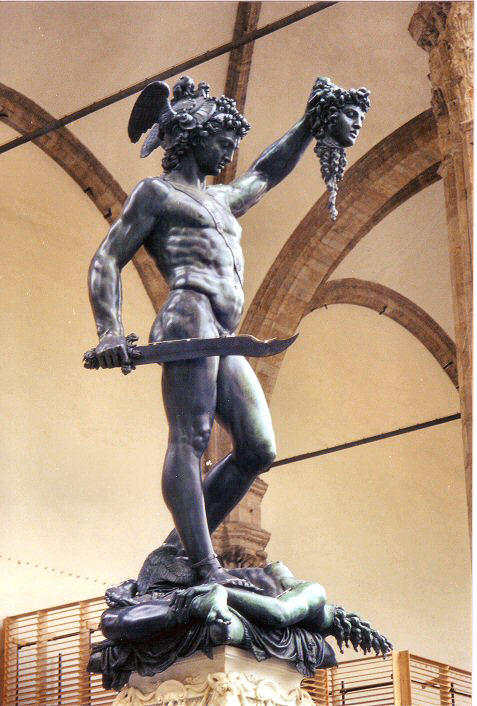
Бенвенуто Челліні, «Персей», Флоренція
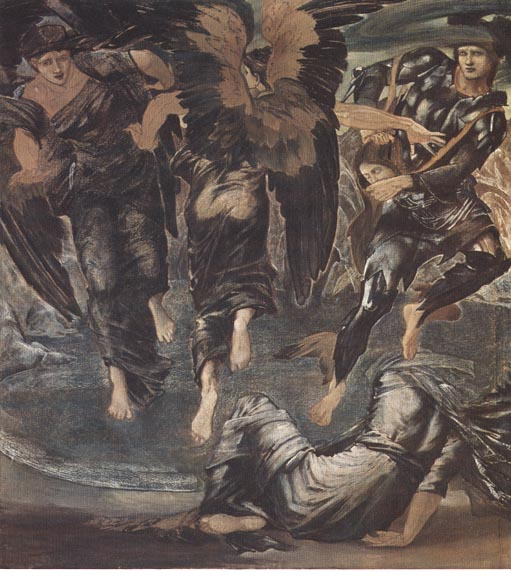
Едвард Берн-Джонс. «Смерть горгони Медузи»
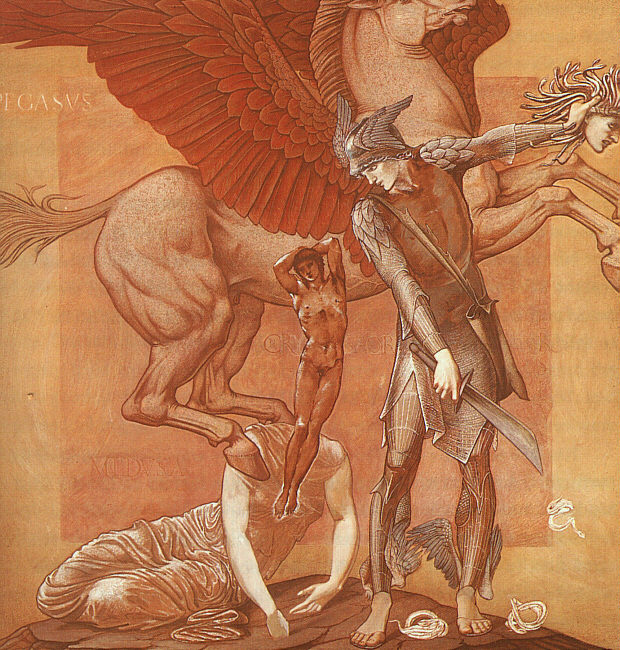
Едвард Берн-Джонс. «Народження Пегаса і Хрісаора з шиї горгони»
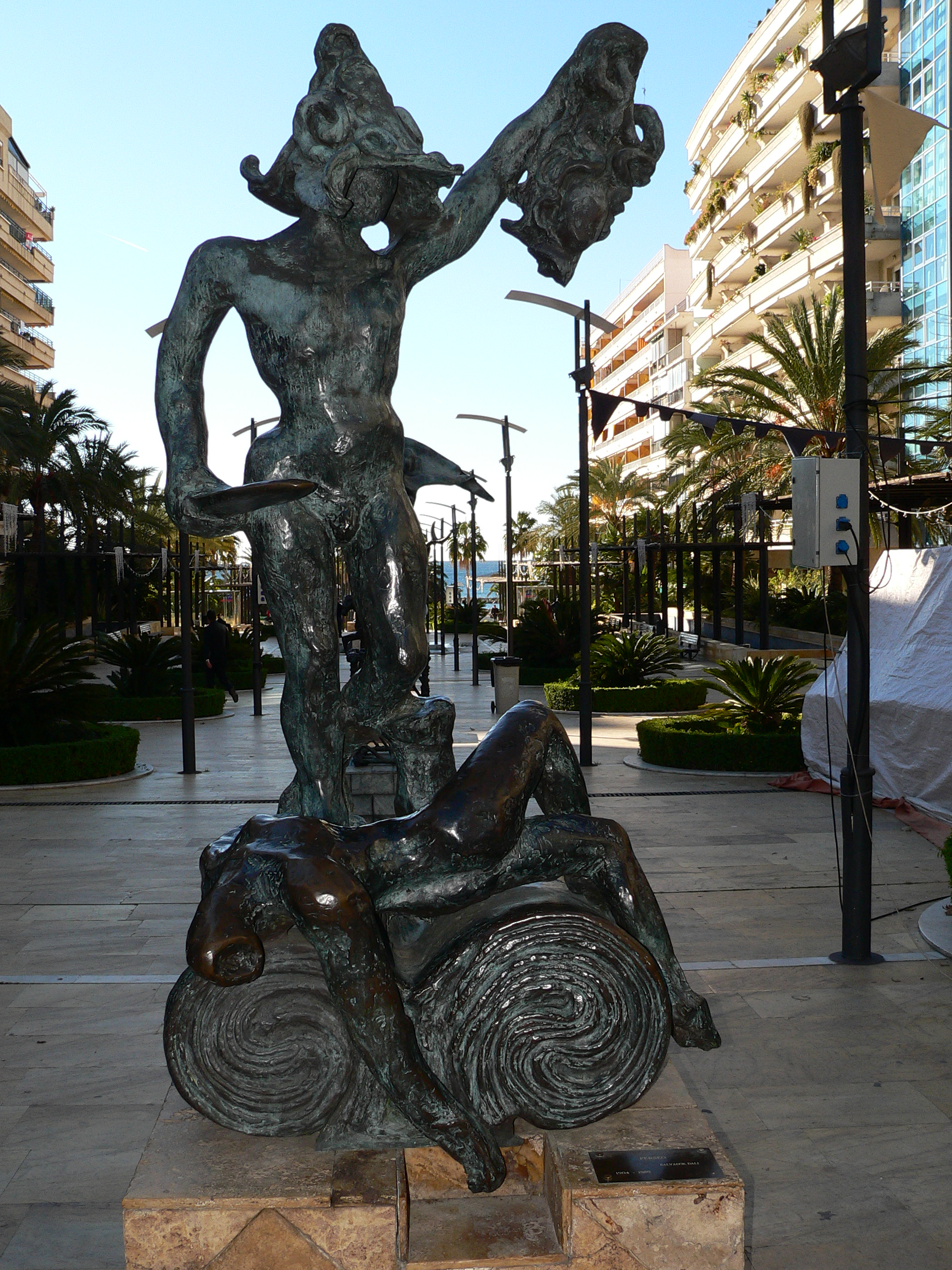
Сальватор Далі. Скульптурна група «Персей» в місті Марбелла